# Powells Crossroads
Powells Crossroads es un pueblo ubicado en el condado de Marion en el estado estadounidense de Tennessee. En el Censo de 2010 tenía una población de 1.322 habitantes y una densidad poblacional de 101,36 personas por km².

## Geografía
Powells Crossroads se encuentra ubicado en las coordenadas 35°11′4″N 85°29′5″O / 35.18444, -85.48472. Según la Oficina del Censo de los Estados Unidos, Powells Crossroads tiene una superficie total de 13.04 km², de la cual 13.04 km² corresponden a tierra firme y (0%) 0 km² es agua.

## Demografía
Según el censo de 2010, había 1.322 personas residiendo en Powells Crossroads. La densidad de población era de 101,36 hab./km². De los 1.322 habitantes, Powells Crossroads estaba compuesto por el 98.49% blancos, el 0.23% eran afroamericanos, el 0.15% eran amerindios, el 0% eran asiáticos, el 0% eran isleños del Pacífico, el 0.08% eran de otras razas y el 1.06% pertenecían a dos o más razas. Del total de la población el 0.68% eran hispanos o latinos de cualquier raza.